# 파시온 데 아모르
《파시온 데 아모르》(스페인어: Pasión de Amor)는 2015년 방영된 필리핀의 드라마이다. 지난 2003년 콜롬비아의 텔레노벨라 《파시온 데 가빌라네스》을 원작으로 한 작품이다.

## 같이 보기
- 파시온 데 가빌라네스